# Brygada Lovćen
Brygada Lovćen – ochotnicza kolaboracyjna formacja zbrojna działająca w Czarnogórze podczas II wojny światowej, nazwa pochodziła od góry Lovćen.
Brygada Lovćen zaczęła być formowana 6 marca 1942 r. w Cetinje, a we wrześniu zakończono jej tworzenie. Odbywało się to z inicjatywy włoskich władz okupacyjnych w Czarnogórze. Jej organizatorem, a następnie komendantem był Krsto Todorov-Zrnov Popović, b. oficer czarnogórskiej armii i działacz separatystyczny. Szefem sztabu został płk Blažo Marković. Formacja rekrutowała się spośród członków niepodległościowego ruchu Zelenaši, który opowiadał się za niepodległością Czarnogóry. 
Składała się z następujących oddziałów:
- I batalion (stacjonujący w Čevo) – d-ca Dušan Vuković,
- II batalion (Rijeka Crnojevića) – d-ca Đoko Drecun,
- III batalion (Brčeli) – d-ca Petar Vuleković,
- IV batalion (Velimlja) – d-ca Risto Radović.

Brygada prowadziła walkę na obszarze Czarnogóry zarówno przeciwko miejscowym partyzantom komunistycznym podporządkowanym Josipowi Broz Ticie, jak też czetnikom wiernym płk. Dragoljubowi Mihailiciovi i rządowi emigracyjnemu. Koncepcja K. Popovicia polegała na wywalczeniu niepodległości kraju z pomocą Włochów, wykorzystując konflikty pomiędzy obiema stronami. Jednakże po pewnym czasie formacja rozpadła się – część żołnierzy przeszła do komunistów, zaś inna część przyłączyła się do czetników. Krsto Popović nie przyłączył się do żadnej ze stron.